# Зимбабве на Зимским олимпијским играма 2014.
Зимбабве ће учествовати на Зимским олимпијским играма 2014. у Сочију ( Краснодарски крај, Русија) и биће то уједно дебитантски наступ за ову афричку земљу на Зимским олимпијским играма. 
Зимбабве ће на њиховом дебитантском наступу у Сочију представљати алпски скијаш Лук Штејн, младић рођен у Харареу 1993. који од своје друге године живи и ради у Швајцарској.

## Учесници по спортовима
| Спорт          | Мушкарци | Жене | Укупно |
| -------------- | -------- | ---- | ------ |
| Алпско скијање | 1        | 0    | 1      |
| Укупно (1)     | 1        | 0    | 1      |

## Алпско скијање
Закључно са 17. јануаром 2014. спортисти из Зимбабвеа обезбедили су једну учесничку квоту у алпском скијању.
| Скијаш    | Дисциплина   | 1. вожња | 1. вожња | 2. вожња | 2. вожња | Укупно време | Укупно време |
| Скијаш    | Дисциплина   | Време    | Поз.     | Време    | Поз.     | Време        | Поз.         |
| --------- | ------------ | -------- | -------- | -------- | -------- | ------------ | ------------ |
| Лук Штејн | М велеслалом |          |          |          |          |              |              |
| Лук Штејн | М слалом     |          |          |          |          |              |              |